# Youssoufou Bamba
Pour les articles homonymes, voir Bamba.
Youssoufou Bamba, né le 31 décembre 1949 à Abidjan, est un diplomate ivoirien. Il est le représentant permanent de la Côte d’Ivoire auprès des Nations unies de 2010 à 2015.

## Biographie

### Origine et formation
Youssoufou Bamba naît le 31 décembre 1949 dans la capitale ivoirienne Abidjan. En 1973, il obtient à l'université d'Abidjan une maîtrise ès arts en économie. Il est également diplômé en diplomatie de l’Institut international d’administration publique de Paris.

### Carrière
La carrière de Youssoufou Bamba débute au gouvernement de la république de Côte d'Ivoire en 1976 précisément au ministère des Affaires étrangères, et gravi les échelons jusqu’au poste de conseiller du ministre des Affaires étrangères.
En 1980, il commence sa première mission diplomatique à l’ambassade de Côte d’Ivoire au Canada, à Ottawa. Il y reste jusqu'en 1982. Puis en 1983, il est affecté à la mission permanente de la Côte d’Ivoire auprès des nations Unies à New York en tant que conseiller, où il travaille pendant cinq ans.
En septembre 1994, il entame une autre mission diplomatique, en tant qu'ambassadeur de Côte d’Ivoire au Japon et en république de Corée, avec résidence à Tokyo. Il est également ambassadeur de Côte d’Ivoire en Éthiopie et auprès de l’Organisation de l’unité africaine à Addis-Abeba de 1993 à 1994. Un an après, en 1995, Youssoufou Bamba est nommé chef de cabinet du président de la quarante-neuvième session de l’Assemblée générale, Amara Essy. de 1998 à 1999, il est ministre délégué à la coopération internationale de la Côte d'Ivoire. Le 10 octobre 2000, il est nommé ambassadeur de Côte d’Ivoire aux États-Unis.
Par la suite, il a occupé de nombreuses fonctions à l’étranger en tant qu’ambassadeur, notamment au Japon, au Royaume-Uni, en Autriche et en Australie. Il a également travaillé pour l’Agence internationale de l’énergie atomique de 2007 à 2010. 
Il est désigné comme le nouveau représentant de l'ONU à New York le 23 décembre 2011, au milieu de la crise gouvernementale de 2010-2011. Sa nomination est proposée par Alassane Ouattara. Avant lui, Alcide Djédjé, occupait ce poste. La nomination de Youssoufou Bamba est approuvée à l'unanimité par l'Assemblée générale des Nations unies, ce qui est largement interprété comme une reconnaissance de la victoire de Alassane Ouattara aux élections. 
Il a été limogé de son poste aux Nations unies en mars 2015 après que le magazine français « Jeune Afrique » l’a cité comme disant que le Sahara occidental était « le seul territoire qui n’est pas encore autonome en Afrique »,. Il dément par la suite, et il poursuit en justice Jeune Afrique pour diffamation,.